# El Economista (1854)
El Economista: revista de administración, economía política y jurisprudencias fue un semanario especializado en economía que se fundó en 1854 en Madrid por los murcianos Antonio Hernández Amores y Juan López Somalo; editó treinta números en ese año, y contó con una segunda época entre 1856 y 1857, en que fue quincenal y promovido por otros editores.
Su primer número salió el 1 de mayo de 1854, en la imprenta madrileña de Luis García, para la defensa de la libertad de comercio e industria en el interior y el librecambio con el exterior. Sus impulsores, Antonio Hernández y Juan López, se habían formado en la Real Sociedad Económica de Amigos del País y estaban imbuidos de las ideas de Gaspar Melchor de Jovellanos y de los economistas David Ricardo y Álvaro Flórez Estrada. Solo The Economist, de 1843, gozaba de más larga data en Europa. Salieron en ese año un total de treinta números, hasta el 30 de octubre. A partir del 5 de febrero de 1856 y hasta el 25 de julio de 1857 volvió a salir como quincenal y dio entrada a los ingenieros Gabriel Rodríguez y Benedicto, catedrático de Economía Política y Derecho Administrativo en la Escuela de Ingenieros, y su discípulo José Echegaray. En esta época el periódico se esfuerza en sacar a la luz las corruptelas nacidas al amparo de la expansión del ferrocarril, al tiempo que seguía propugnando la bancarización, el librecambismo y la inversión en infraestructuras; las presiones obligaron a cerrarlo a mediados de 1857. Recoge pedagógicamente el pensamiento de liberales de la talla de John Stuart Mill, Jean-Baptiste Say o Frédéric Bastiat. Como administrador de la segunda fase de El Economista figuraba Agustín Monterde, quien había creado anteriormente la Revista de Obras Públicas, órgano influyente del cuerpo de Ingenieros de Caminos, Canales y Puertos. 
Gabriel Rodríguez era uno de los promotores de la Asociación para la Reforma de los Aranceles de Aduanas y pertenecía a casi todas las asociaciones de estudios económicos de Europa. En 1856 fue uno de los tres representantes españoles que asistieron al Congreso de Economistas de Bruselas.